# Canon MP-E 65mm f/2.8 1-5x Macro
El Canon MP-E 65mm f/2.8 1-5x Macro és un teleobjectiu fix i macro amb muntura Canon EF.
Aquest, va ser comercialitzat per Canon el setembre de 1999, amb un preu de venta suggerit de 138.000￥.
Aquest, és l'objectiu de Canon de la muntura EF amb el qual es poden aconseguir millors resultats macro.
Aquest objectiu s'utilitza exclusivament per macrofotografia, ja que no consta d'enfocament a infinit.

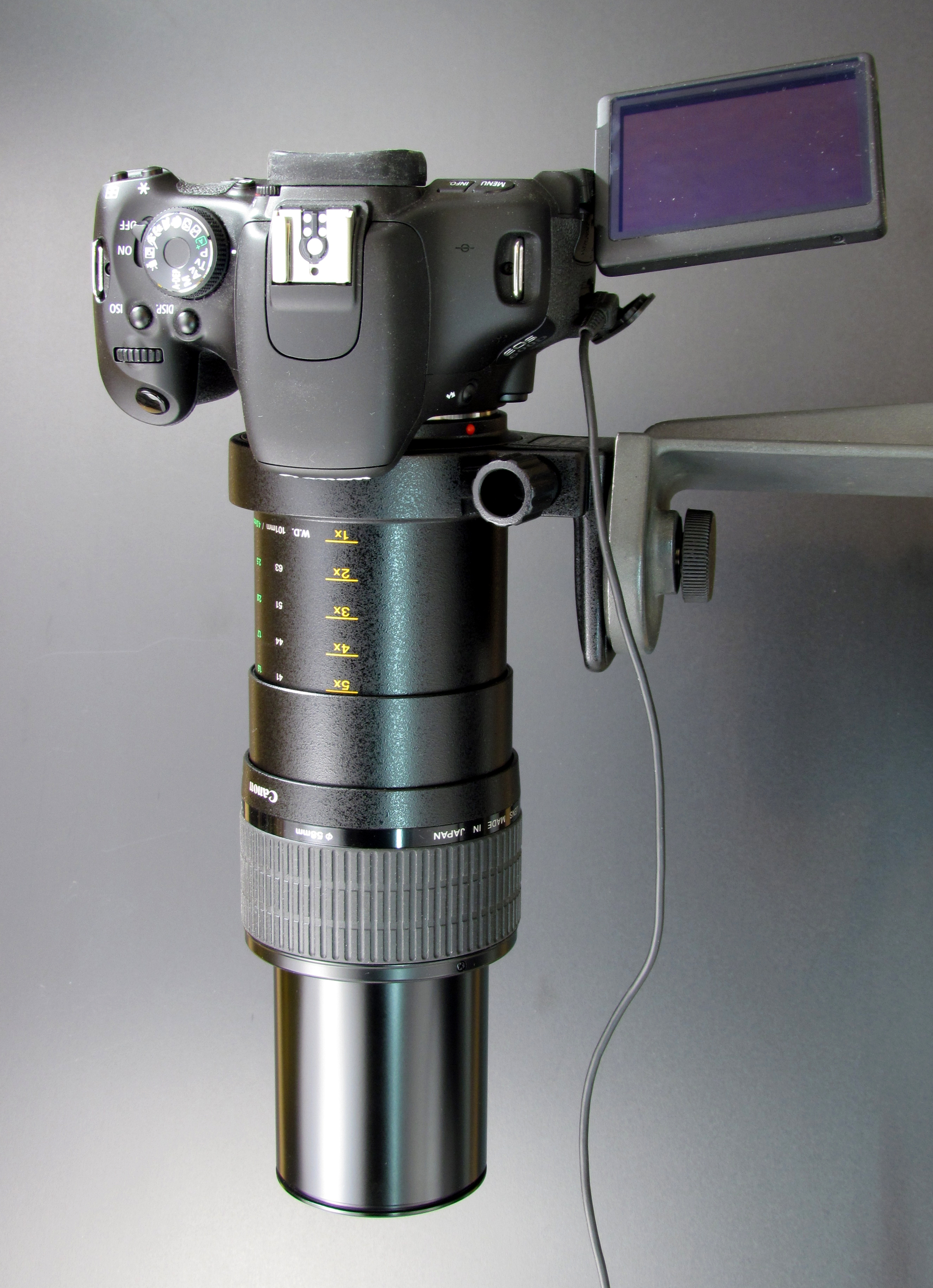
Canon EOS 600D amb el Canon MP-E 65mm f/2.8 1-5x Macro

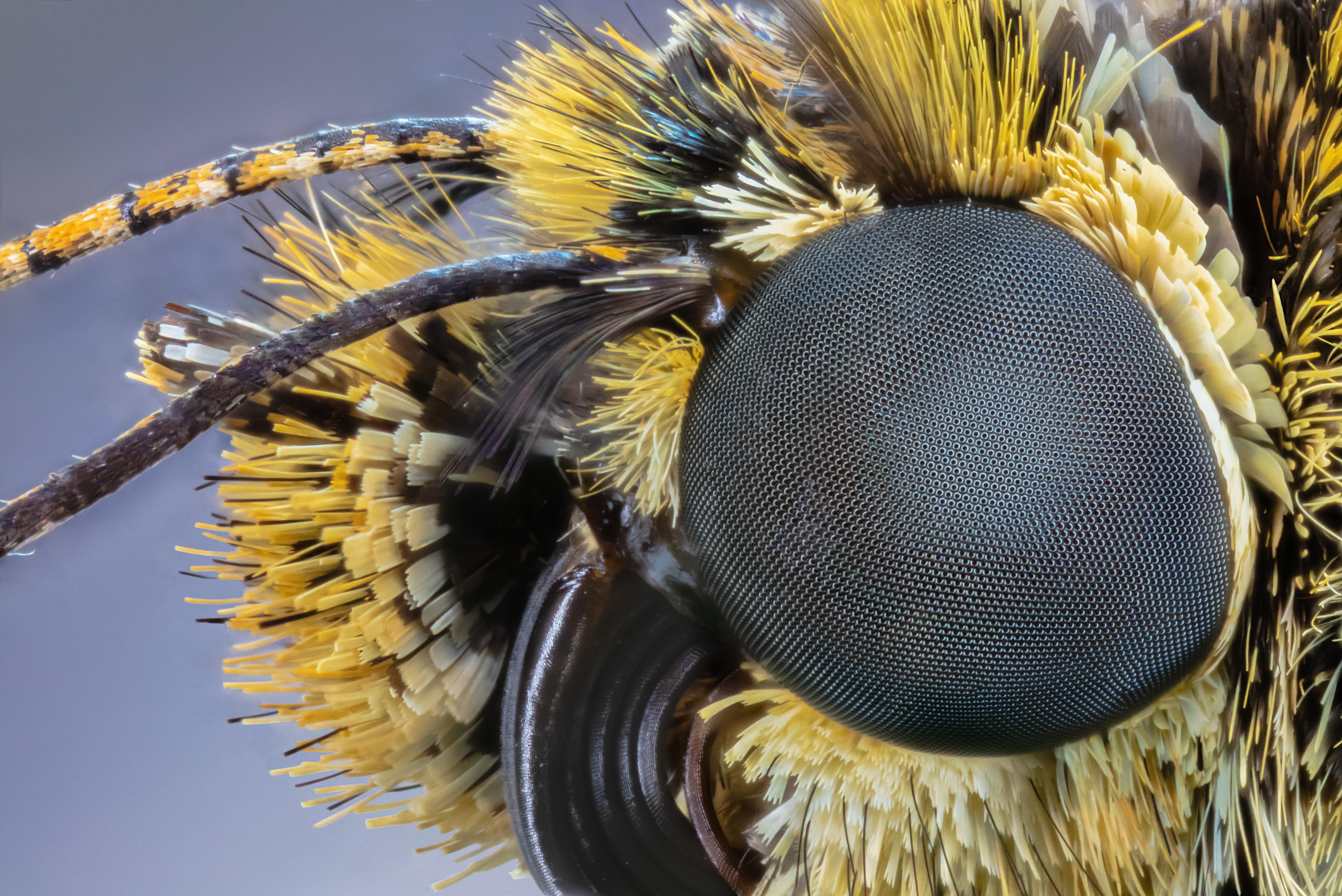
Insecte fotografiat amb el Canon MP-E 65mm f/2.8 1-5x Macro

## Descripció[2][3]
Aquest objectiu és capaç de generar imatges de fotograma complet de fins a cinc vegades la mida del subjecte de manera nativa, i de fins a deu vegades amb l'addició d'un teleconvertidor Extender 2‌x. També es pot aconseguir un augment addicional usant tubs d'extensió.
Presenta una profunditat de camp extremadament baixa, un màxim de 2,24 mm a f/16 amb un augment d'1x i un mínim de 0,048 mm a f/2.8 amb un augment de 5x.
És sensible a vibracions febles, brises lleugeres o petits moviments, els quals tenen efectes potencialment significatius en l'enfocament de la imatge. En general, cal un trípode quan es fa ús d'aquest objectiu, però es pot fer servir sense aquest si s'utilitza un flaix.
Aquest objectiu és molt utilitzat amb el mètode focus stack, el qual consisteix a fer moltes fotografies iguals, canviant gradualment el punt d'enfocament, un cop realitzades es fusionen totes elles, donant com a resultat una fotografia amb més profunditat de camp.
El seu nombre f efectiu depèn de la relació d'ampliació escollida i es calcula de la següent forma:
Nombre f efectiu = nombre f × (ampliació + 1)
Per tant, fins i tot seleccionant f/2.8 amb un augment d'1x, dona un nombre f efectiu de f/5.6. La selecció de f/16 a 5x dona com a resultat un f/96 efectiu.
Quan s'usa un extensor EF, s'aplica la compensació habitual del nombre f, en l'exemple anterior de f/5.6 amb un augment de 5x, el nombre f efectiu seria f/180, utilitzant l'extensor EF 2x.
L'ampliació (els augments) és contínua, de manera que són possibles valors d'ampliació fraccionats (per exemple, 2,3x). El circuit de la lent comunica la relació d'ampliació escollida al cos de la càmera, per tant, es gravarà a les metadades de la imatge.

## Característiques
Les seves característiques més destacades són:
- Distància focal: 65mm
- Obertura: f/2.8 - 16
- Enfocament manual
- Distància mínima d'enfocament: 24cm
- Magnificació: 1-5x
- Rosca de 58mm
- La millor qualitat òptica la dona entre f/5.6 i f/8 i amb un augment d'1x. aquesta qualitat es va degradant quan més augments s'utilitzen[2]

## Construcció
- La muntura d'objectiu és de metall.[6]
- El diafragma consta de 6 fulles, i les 10 lents de l'objectiu estan distribuïdes en 8 grups.[7]
- Consta d'una lent d'ultra baixa dispersió.[5]

## Accessoris compatibles[8]
- Tapa E-58 II
- Parasol MP-E65
- Filtres de 58mm
- Tapa posterior EB
- Funda LP1216[5]
- Suport per trípode tipus anell B
- Extensor EF 1.4x III
- Extensor EF 2x III